# اودریاک
اودریاک (انگلیسی: Udryak) یک شهرک در شهرستان چیشمینسکی در استان باشقیرستان کشور روسیه است.